# Амбасадор Дитинства
«Амбасадор Дитинства — громадська ініціатива із соціальної адаптації дітей-переселенців за напрямком спілкування «рівний — рівному». Утворена після початку повномасштабного вторгнення в Україну з метою допомогти дітям-переселенцям адаптуватись до сучасних реалій життя в Україні.

## Про захід

### Ідея
Основною метою проведення заходу є надання психологічної і соціальної допомоги дітям біженцям та дітям переселенцям, зокрема: психологічна допомога дітям та батькам у адаптації до нових умов, матеріальна допомога від місцевих дітей, волонтерських організацій та підприємців, а також інформування дітей-переселенців про соціальне та гуманітарне життя міста, у якому проводиться захід. За основу заходів взято принцип спілкування «рівний — рівному», підкреслюючи важливість спілкування та взаємодії дітей-переселенців з однолітками у їхньому новому місті.

### Програма
У програму заходів зазвичай входить: розважальна частина, яка складається з виступів запрошених гостей (блогерів, співаків, акторів, об'єднаних у рамках заходу під назвою «Зірковий десант»), фотосесій з учасниками та з костюмованими персонажами, танцювальних змагань; просвітницька частина, до якої входять різноманітні настільні ігри, майстер-класи, гуртки, спілкування, анімаційна програма та вивчення Конституції України; а також фуд-корт та різноманітні подарунки дітям-переселенцям.
Станом на 14 листопада 2023 року на заході виступали Леся Нікітюк, Антон Вельбой, MamaRika, Василь Котляров, Олексій Завгородній, Юрій Горбунов, Анна Трінчер, Юрій Ткач, Андрій Джеджула та інші.

Фото з заходів «Амбасадор Дитинства»
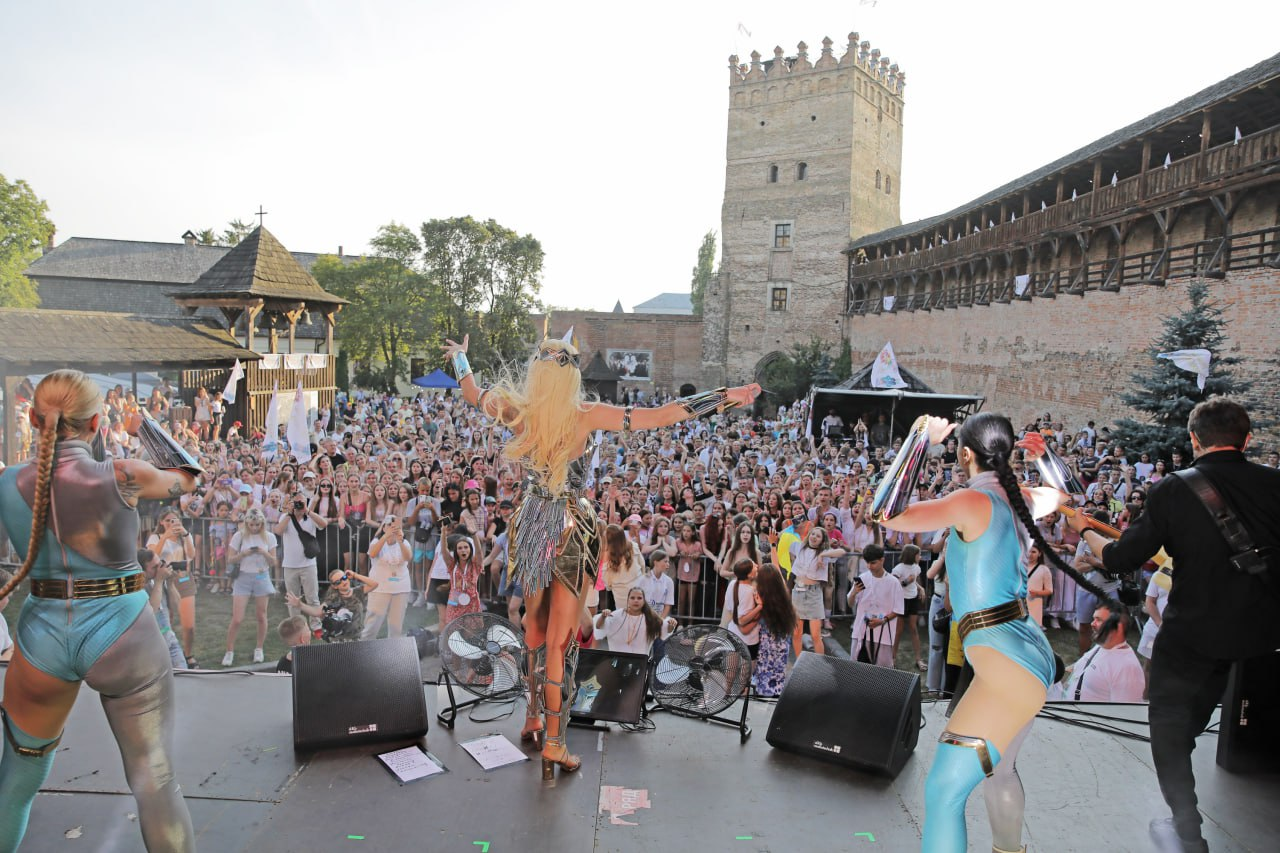
Концерт на заході
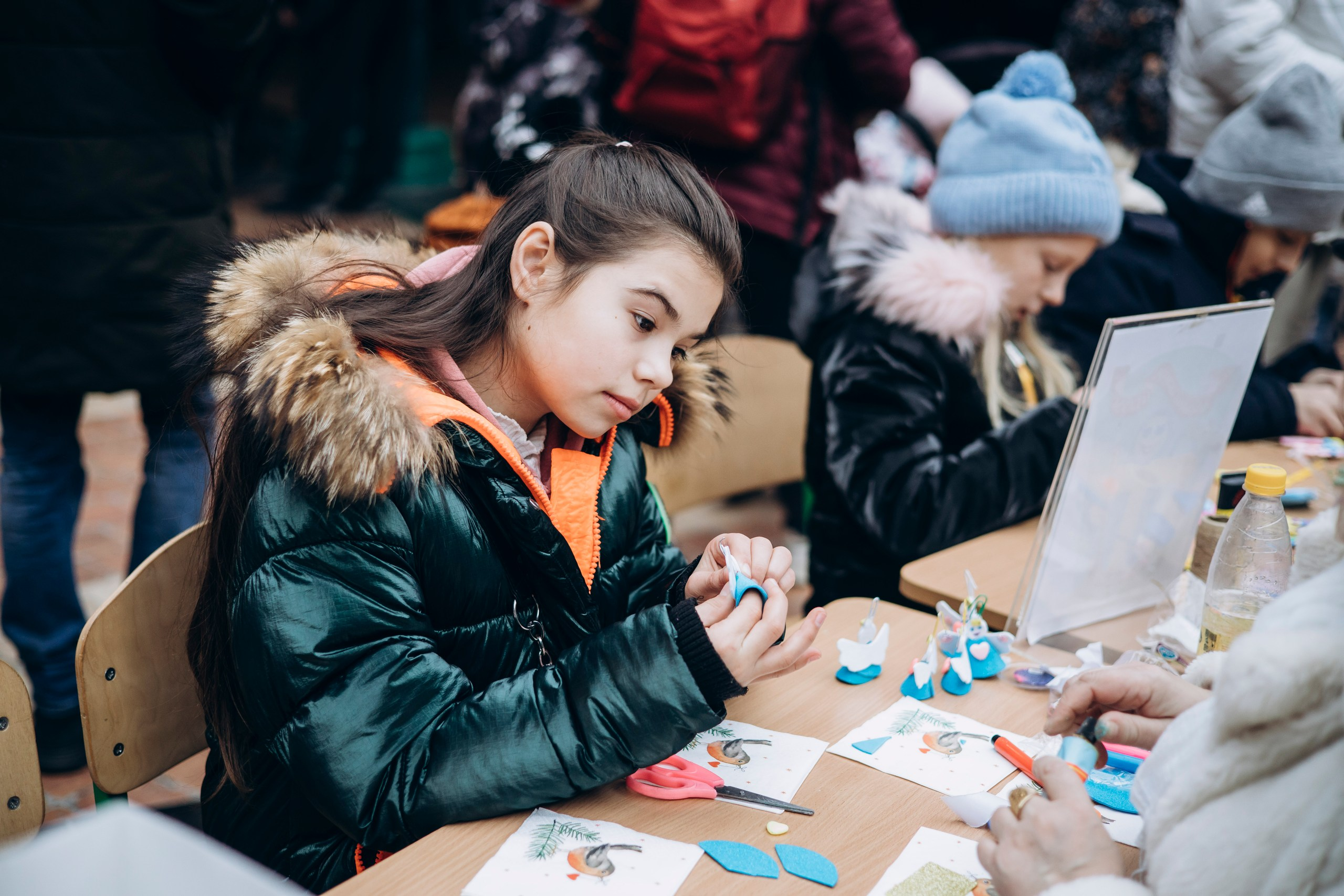
Діти на майстер-класі
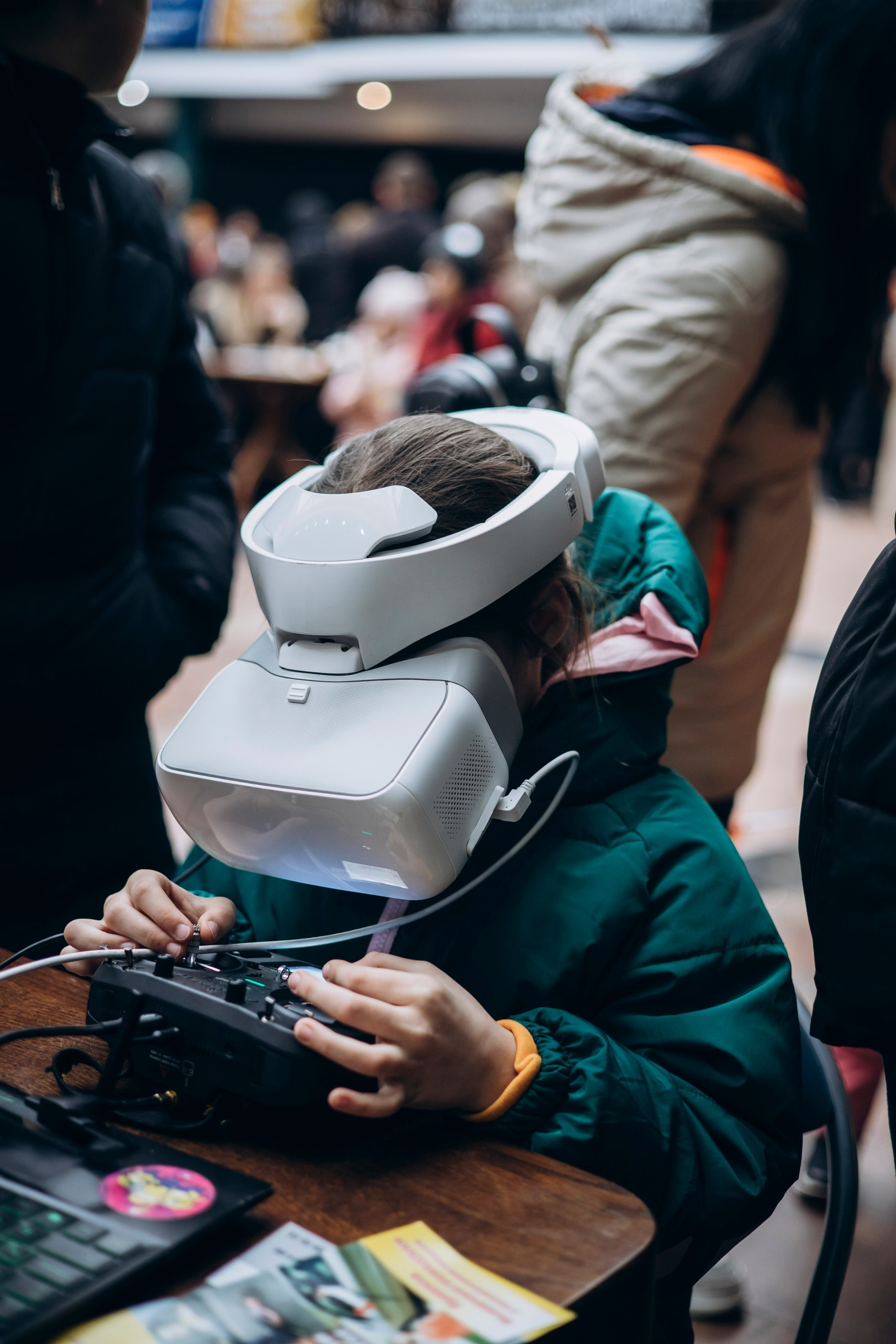
Майстер-клас з керування дронами
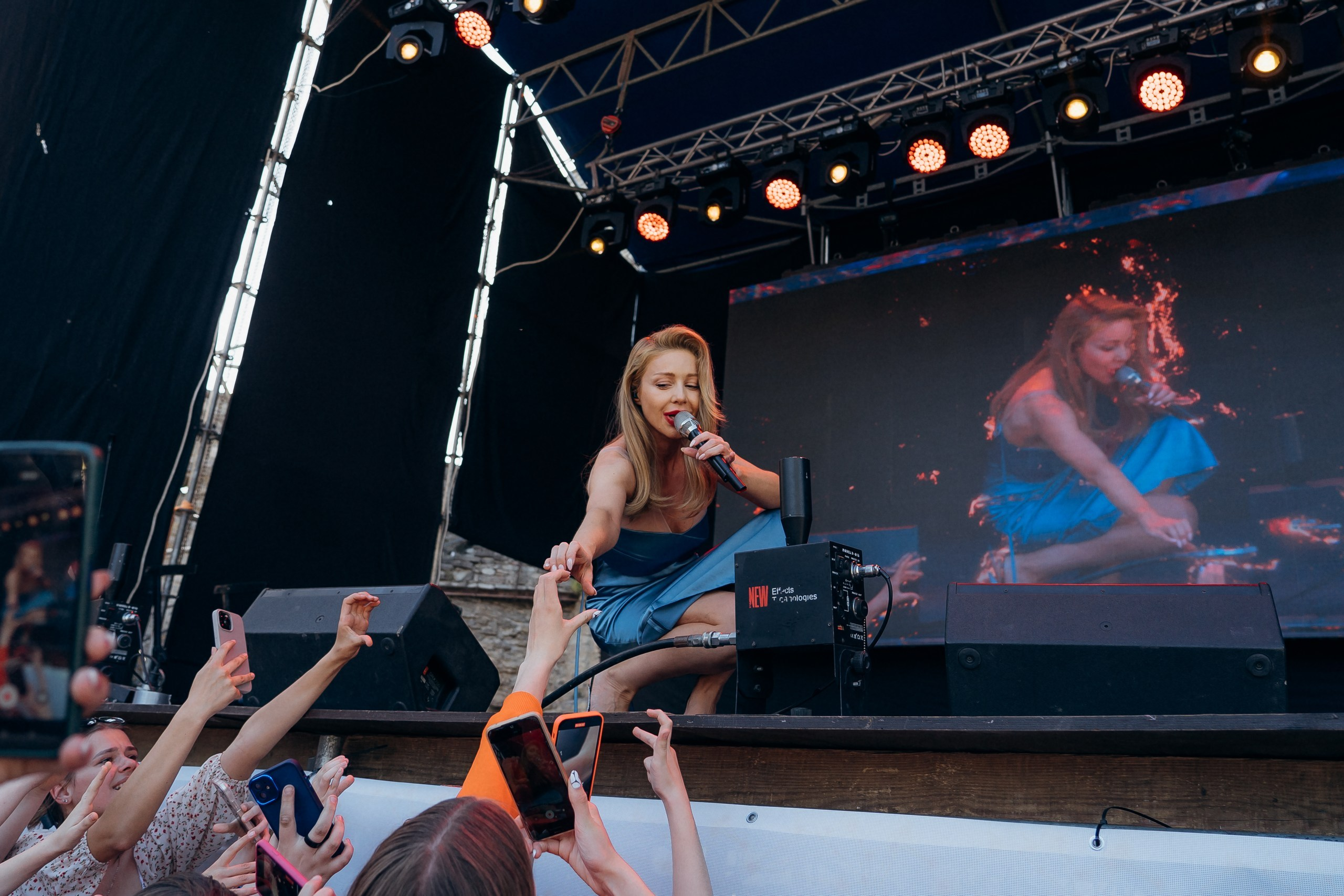
Співачка Тіна Кароль
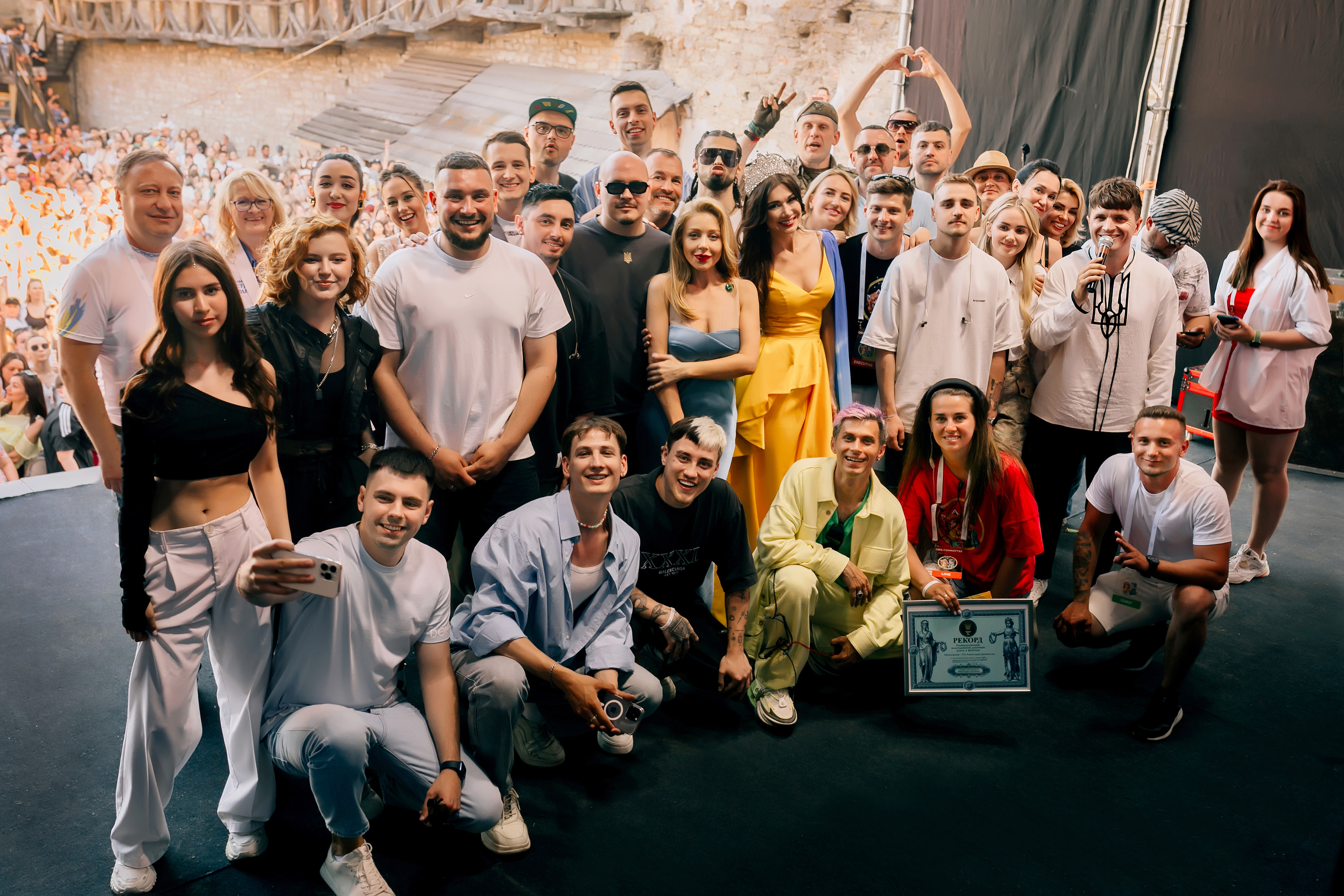
Команда «Амбасадор Дитинства» у Кам'янці-Подільському

## Історія

### 2022
Уперше захід відбувся 13 березня 2022 року у місті Кам'янці-Подільському. Тоді український співак та музичний продюсер Котляров Василь приїхав до міста евакуаційним поїздом з Києва, познайомився із місцевими волонтерами, вони обговорили ідею та згодом провели перший захід. Також на першому фестивалі були присутні Олексій Завгородній, Дмитро Суржиков та інші. Вже через тиждень, 19 березня відбувся другий захід «Діти — Дітям» у Кам'янці-Подільському.
Третій фестиваль відбувся 26 березня у Хмельницькому,, на якому виступили Олександр Педан, Вадим Мичковський, співачка Наталія Валевська, артист Сергій Стахов, та інші. 10 квітня відбувся четвертий захід «Діти — Дітям» у Кам'янці-Подільському, а 17 квітня — п'ятий захід у Львові. На заході у Львові виступили Анна Трінчер, Laud, Roxolana, ведучим був Юрій Горбунов.
У Чернівцях фестиваль пройшов 14 травня, а 1 червня, на Міжнародний день захисту дітей, захід пройшов вкотре у Кам'янець-Подільському. На заході у Чернівцях до попередніх зіркових учасників приєднались також: українсько-венесуельський хореограф та співак Амадор Лопес, Антон Wellboy, актор Андрій Джеджула, співачка Злата Огнєвіч, акторка Лілія Ребрик, продюсер Євген Тріплов, актор Богдан Юсипчук та співачка Поліна Дашкова.
Восьмий захід, який відвідало понад 3,000 дітей, відбувся 9 липня у Івано-Франківську. Серед учасників були співак Влад Курочка з гурту Kalush Orchestra, співачка Марія Кондратенко, співачка Victoria Niro та актор Олексій Суровцев. 30 липня, до Міжнародного дня дружби, «Амбасадор Дитинства» завітали до Тернополя.
Ювілейний 10-й захід «Амбасадор Дитинства» відбувся у Луцьку 13 серпня, на території Луцького замку. Серед запрошених гостей були: співак Андрій Кіше, співачка Наталія Валевська та інші співаки і гурти.
Одинадцятий захід відбувся 11 вересня, до Дня фізичної культури і спорту, у Києві на території Київської дитячої залізниці. Захід протягом дня відвідало понад 5,000 людей. Участь взяли актор Олександр Пікалов, комік Юрій Ткач, співак Ivan Navi, дует Probass & Hardi, співак Віталій Козловський, співак YAKTAK, співачка Марія Данілова та інші. Також захід у Києві відвідав український футболіст Денис Попов, а футбольний клуб «Динамо» Київ був одним з генеральних спонсорів.
19 грудня, до дня Святого Миколая, відбувся 12-й фестиваль «Амбасадор Дитинства» у Хмельницькому під назвою «Світло Дитинства».

### 2023
14 січня відбувся тринадцятий благодійний захід від «Амбасадору Дитинства» в Ужгороді. Для дітей організували майстер-класи, концерт, автографсесію та можливість сфотографуватися з Кубком Євробачення, який до Ужгорода привіз учасник гурту-переможця Kalush Orchestra «КилимМен» (Влад Курочка). Зробити з ними фото можна було і на наступних трьох заходах.
Чотирнадцятий фестиваль пройшов 11 березня, до дня народження Т. Г. Шевченка, у Івано-Франківську. Його відвідали більше ніж 2,000 дітей. Виступали ведучі Тімур Мірошниченко та Катя Краснікова, співак Василь Котляров, співачка ROXOLANA, «Килиммен» з Kalush Orchestra, співак Ломакін Микита, співак Амадор Лопес, співачка Поліна Дашкова, співачка TAYNA, співачка Наталія Валевська, співачка і блогерка Kristonko а також актор та важкоатлет Василь Вірастюк.
1 червня, на Міжнародний день захисту дітей, у Кам'янець-Подільській фортеці відбувся 15-й фестиваль за підтримки «Чорноморських ігор». Виступили Тіна Кароль, гурт SESTRA, «Килиммен» та «Килимвумен» із Kalush Orchestra. Андрій Чорновол, Анатолій Анатоліч та Дарія Кравець були ведучими.
19 серпня у Замку Любарта відбувся шістнадцятий благодійний захід від «Амбасадору Дитинства», на якому зібралось понад 7,000 відвідувачів. Ведучими фестивалю були ведучий Тімур Мірошніченко та співачка Esphyr. На концерті фестивалю виступали фіналісти Нацвідбору на Дитяче Євробачення, а також гурт PROBASS ∆ HARDI, та співаки Позитив і Пташкін. Крім цього, для учасників на фестивалі були розгорнуті навчальні локації рятувальників ДСНС, де вони демонстрували техніку й спорядження пожежної та протимінної безпеки.
9 грудня до дня Святого Миколая в Чернівцях відбувся сімнадцятий благодійний захід від ініціативи «Амбасадору Дитинства». На заході були присутні співачка Міла Нітіч, гурт «100лиця» та інші.